# Pauline Hoarau
Pauline Hoarau (3 de febrero de 1994 en Réunion) es una modelo francesa.

## Carrera
En 2011, Pauline Hoarau ganó el concurso de Elite Model Look en la isla de Réunion llegando a representarla en el concurso internacional. Se posicionó en el top 15 y firmó contratos con varias agencias de modelaje del grupo Elite Model Management.
Fue nominada a los Melty Future Awards 2014.
A través de su carrera, ha aparecido en anuncios de Armani Exchange, H&M, Jason Wu, Ralph Lauren, Tommy Hilfiger y Topshop. Ha desfilado en más de 200 eventos de moda.
Ha posado para la revistas Elle (Francia, Italia, México y Vietnam) y French Revue des Modes. También ha figurado en editoriales para Amica, CR Fashion Book, Crash Magazine, Glass Magazine, Harper's Bazaar (Reino Unido, Estados Unidos), Interview (Alemania, Rusia, Estados Unidos), LOVE, Numéro, SKP Magazine, Teen Vogue, Vogue Japón y Wonderland Magazine.

### Vida personal
El 12 de marzo del 2021, Hoarau y su pareja de nombre desconocido, anunciaron que están esperando un hijo, el cual el 4 de julio del 2021, dieron la bienvenida a su hijo, Sacha.